# Ngong-Berge
Die Ngong-Berge sind eine Hügelkette im Rift Valley südwestlich von Nairobi. Das Wort „Ngong“ stammt aus dem Maa (der Sprache der Massai), bedeutet „Knöchel“ und bezeichnet die vier charakteristischen Gipfel der Hügelkette. Der höchste dieser Gipfel liegt bei 2460 Metern über dem Meer. Am Fuße der Ngong-Berge liegt die Stadt Ngong.
In den Ngong-Bergen ist das Grab von Denys Finch Hatton, das mit einem Obelisken und einer Bronzeplatte mit einem Vers aus dem Gedicht The Rime of the Ancient Mariner von Samuel Taylor Coleridge markiert ist.
Finch Hatton war der Liebhaber der dänischen Farmerin und Autorin Karen Blixen, bekannt vor allem durch ihren Roman Jenseits von Afrika, der mit folgenden Worten beginnt: „Ich hatte eine Farm in Afrika am Fuße der Ngong Berge“.